# Lights (EP)
Lights es el primer EP de la cantante Lights que sacó a finales del 2008. Contiene 6 tracks en el que incluye la canción ganadora de tres premios "Drive My Soul2. 
El EP contiene dos singles; "Drive My Soul" y "February Air" (este último utilizado también meses antes para un anuncio de invierno). Todas las canciones del EP están compuestas por LIGHTS, quien utilizó su keytar (sintetizador) haciendo mezclas que hacen de las canciones un estilo intergaláctico y espacial, lleno de sentimentalismo, tranquilidad, esperanza y alegría.

## Lista de las canciones
| N.º | Título                        | Escritor(es)          | Producer(s)           | Duración |  |
| 1.  | «Ice»                         | Lights, Thomas Salter | Lights, Thomas Salter | 2:57     |  |
| 2.  | «Drive My Soul»               | Lights, Salter        | Lights, Thomas Salter | 3:22     |  |
| 3.  | «February Air»                | Lights, Dave Thomson  | Lights, Dave Thomson  | 3:50     |  |
| 4.  | «White»                       | Lights, Salter        | Lights, Thomas Salter | 3:20     |  |
| 5.  | «I Owe You One»               | Lights                | Lights                | 3:39     |  |
| 6.  | «The Last Thing on Your Mind» | Lights                | Lights, Dave Thomson  | 3:21     |  |

- Datos: Q537245